# Sdružení obcí pro plynofikaci Labské údolí I.
Sdružení obcí pro plynofikaci Labské údolí I. bylo zájmové sdružení v okresu Litoměřice a okresu Teplice, jeho sídlem byly Libochovany a cílem realizace investice – plynofikace. Sdružovalo celkem 15 obcí. Bylo založeno v roce 2001, zaniklo v roce 2014.

## Obce sdružené v mikroregionu
- Litoměřice
- Bohušovice nad Ohří
- Velemín
- Chotiměř
- Prackovice nad Labem
- Bořislav
- Miřejovice
- Kamýk
- Libochovany
- Dolánky nad Ohří
- Polepy
- Drahobuz
- Kyškovice
- Brzánky
- Vědomice